# Guamaggiore
Guamaggiore (sardinski: Gomajòri) je grad i općina (comune) u pokrajini Južnoj Sardiniji u regiji Sardiniji, Italija. Nalazi se na nadmorskoj visini od 199 metara i ima 984 stanovnika.
 Prostire se na 16,80 km². Gustoća naseljenosti je 59 st/km².
Susjedne općine su: Gesico, Guasila, Ortacesus i Selegas.